# Twitches Too
Twitches Too (bra: Twitches: As Bruxinhas Gêmeas 2) é um filme estadunidense de 2005, dos gêneros comédia e fantasia, dirigido por Stuart Gillard. Trata-se da continuação do filme Twitches, de 2005.
O filme começou a ser produzido no final de abril de 2007, e foi lançado em 12 de outubro de 2007, como parte de um especial de Halloween do Disney Channel. O Canal também estreou a série Os Feiticeiros de Waverly Place no mesmo dia. O primeiro trailer foi lançado durante a estréia do filme High School Musical 2.

## Sinopse
Depois de ter salvo Coventry, Alex e Camrym embarcam em mais uma aventura. Alex tem escrito muitas histórias sobre seu pai, e Camrym desenhado muitas coisas de seu pai biológico, mas parece que Thantos não morreu totalmente, e agora elas tem que fazer um feitiço, para destruir Thantos, no eclipse solar, onde seus poderes estão mais fortes. Mas Alex não concorda e acha que Aron seu pai está vivo em algum lugar da Terra das Sombras.
O nome das gêmeas (Ártemis e Apolla) são inspirados nos deuses gregos gêmeos Ártemis (deusa da lua, da caça) e Apolo (deus do sol, dos solteiros)

## Elenco
- Tia Mowry é Alexandra Nicole "Alex" Fielding/Artemis
- Tamera Mowry é Camryn Elizabeth "Cam/Cami/Cam Cam/Apolla" Barnes
- Kristen Wilson é Miranda
- Patrick Fabian e Thantos
- Pat Kelly é Karsh
- Leslie Seiler é Ileana
- Chris Gallinger é Demitri
- Kevin Jubinville é Aron
- Arnold Pinnock é David Barnes
- Karen Holness é Emily Barnes
- Blake Lively é Karissa Evans
- Jackie Rosenbaum é Beth Fish
- Nathan Stephenson é Marcus WarBurton
- Jayne Eastwood é Mrs.Norseng
- Evan Laszlo‎ é Steve

## Recepção
Em sua noite de estreia teve mais de 6,9 milhões de telespectadores.